# Kepler-1653 b
 (mars 2023).
Kepler-1653 b (anciennement KOI-1653.01) est une planète extrasolaire (exoplanète) en orbite autour de l'étoile Kepler-1653, à 2 480 années-lumière (759,0 parsecs) dans la constellation du Cygne.
Elle a été découverte en 2017 grâce aux observations effectuées par le télescope spatial Kepler de la NASA, qui a été spécialement conçu pour détecter des exoplanètes en transit devant leur étoile parente.
L'étoile-hôte, Kepler-1653, a une magnitude apparente de 13,9 et une magnitude absolue de 4,5. Elle est de type spectral K3 (naine orange), avec un diamètre et une masse égaux à 70 % de ceux du Soleil. Sa température de surface est de 4 807 kelvins (4 534 °C).
Kepler-1653 b fait une révolution en 140,3 jours sur 
une orbite d'un demi-grand axe de 0,47 unité astronomique (70,4 millions de kilomètres), ce qui fait qu'elle est environ deux fois plus près de son étoile que ne l'est la Terre du Soleil.
La première étude qui mentionne la découverte de cette exoplanète est la suivante : « Validation of small Kepler transiting planet candidates in or near the habitable zone » par Guillermo Torres et al.,, et elle a été soumise le 3 novembre 2017 et publiée dans une revue scientifique. Elle décrit la méthode de validation des exoplanètes candidates découvertes par la mission Kepler, y compris Kepler-1653 b, qui se trouve dans ou près de la zone habitable de son étoile.
Kepler a pour objectif de trouver des preuves de l'existence de planètes de la taille de la Terre qui pourraient potentiellement être habitables. Cependant, la NASA rencontre des difficultés pour identifier ces planètes rocheuses. Heureusement, une équipe de chercheurs a utilisé la technique BLENDER pour prouver que 18 candidats planétaires sont bien réels et non des faux positifs. Ces astronomes ont analysé les données recueillies par la mission Kepler, en utilisant des outils sophistiqués tels que la spectroscopie optique et proche-infrarouge de haute résolution, l'imagerie de haute résolution et l'analyse des centres de flux des observations de Kepler eux-mêmes. Bien que d'autres astronomes aient déjà validé certains de ces candidats, l'équipe a tenu compte de la possibilité que ces planètes puissent transiter une étoile différente de celle ciblée. Finalement, ils ont réussi à valider 15 des 18 candidats avec une confiance de 99,73% (3 sigma) ou plus. Les planètes validées ont des tailles allant de 0,8 à 2,9 rayons terrestres et sept d'entre elles sont situées dans la zone habitable de leur étoile.

## Découverte
Kepler-1653 b a été révélée par la méthode des transits.

## Désignation
L'exoplanète était initialement connue sous la désignation provisoire KOI-4550.01 (KOI pour Kepler Object of Interest). Une fois son existence confirmée, elle a reçue sa désignation permanente : Kepler-1653 b.

## Caractéristiques physiques
Le rayon de Kepler-1653 b est égal à 0,194 fois le rayon de Jupiter et sa masse à 1,71 % de celle de Jupiter. De ce fait, cette planète est probablement rocheuse ou une mini-Neptune[réf. nécessaire].
Étant donné ces dimensions, la gravité à la surface de Kepler-1653 b est environ 1,149 fois plus forte que celle de la Terre.

## Caractéristiques orbitales
L'orbite de Kepler-1653 b a un demi-grand axe de 0,4706 unités astronomiques, soit environ 70,4 millions de kilomètres, ce qui place la planète environ deux fois plus près de son étoile que ne l'est la Terre par rapport au Soleil. L'exoplanète a une période orbitale de 0,384 année terrestre, soit environ 140,25 jours.

## Ensoleillement
L'ensoleillement à la limite atmosphérique de l'exoplanète est de 1407,7 watts par mètre carré.

## Habitabilité
L'indice d'habitabilité indique que la planète a été identifiée comme ayant la possibilité d'être habitable, en raison de sa distance à son étoile hôte. Cette distance permettrait à la planète de recevoir une quantité suffisante de rayonnement solaire pour maintenir des conditions de température compatibles avec la présence d'eau liquide en surface. Toutefois, la simple existence d'une distance "habitable" ne garantit pas la présence de vie sur une planète, car d'autres facteurs complexes tels que la composition de l'atmosphère et la présence d'un champ magnétique, interagissent en synergie pour déterminer les conditions optimales pour la vie.
Selon l'indice "Habitabilité by Kopparapu: Habitable"[Quoi ?], fruit du travail de l'astrophysicien Ravi Kopparapu, qui prend en compte divers critères tels que la distance de la planète à son étoile, la quantité de rayonnement stellaire qu'elle reçoit, la température de surface et la composition de son atmosphère pour déterminer si une planète est habitable, Kepler-1653 b est classée comme "Habitable", ce qui signifie qu'elle est susceptible de soutenir une forme de vie telle que nous la connaissons

## Étoile hôte
- Kepler-1653 est le nom de l'étoile autour de laquelle orbite une exoplanète identifiée comme Kepler-1653b. Cette étoile  a plusieurs noms alternatifs, notamment 2MASS J19454986+4115576, KIC 5977470, KOI-4550 et WISE J194549.84+411557.6. Ces noms proviennent de différentes sources de données astronomiques ou d'observations, et peuvent être utilisés par différentes communautés d'astronomes ou de chercheurs pour faire référence à cet objet. 
  - "2MASS J19454986+4115576" fait référence à l'objet observé par le Two Micron All-Sky Survey (2MASS), qui est un relevé astronomique de l'ensemble du ciel dans l'infrarouge proche.
  - "KIC 5977470" est l'acronyme pour Kepler Input Catalog, qui est un catalogue d'étoiles utilisé par la mission spatiale Kepler.
  - "KOI-4550" signifie Kepler Object of Interest, et est un identifiant utilisé par la mission Kepler pour les étoiles qui ont montré des signaux de transit suggérant la présence de planètes en orbite autour d'elles.
  - "WISE J194549.84+411557.6" est l'objet observé par le Wide-field Infrared Survey Explorer (WISE), un télescope spatial qui a effectué un relevé du ciel dans l'infrarouge moyen.

- Selon les données disponibles, l'étoile en question est localisée à une distance d'environ 2462,5 années-lumière de la Terre. Cette distance est bien au-delà de nos capacités actuelles de voyage spatial, les informations obtenues découlent donc d'observations à distance.

- Le rayon de l'étoile est 0,7 rayon solaire, c'est-à-dire environ 700 000 km.

- La masse de cette étoile était équivalente à 0,7 masse solaire, c'est-à-dire environ 1,4 x 10^30 kg.

- L'âge de l'étoile en question est de 7,7 milliards d'années (Ga, Gigaannum). L'âge des étoiles est déterminé par des méthodes d'observation qui permettent d'estimer la composition chimique à la surface de l'étoile, sa luminosité et sa température.

- La température de l'étoile Kepler-1653 serait d'environ 4533,85 degrés Celsius. Cette valeur a été obtenue en convertissant la température de l'étoile, qui est mesurée en kelvins, en degrés Celsius. La température est une caractéristique importante des étoiles, car elle est étroitement liée à leur luminosité, leur couleur et leur évolution.

- Le type spectral de l'étoile Kepler-1653 est K3. Cette notation est utilisée pour classer les étoiles selon leur température de surface, leur couleur et leur composition chimique, en se basant sur leur spectre électromagnétique. Le chiffre, 3, indique la sous-classe et permet de préciser la température: une étoile de type K3 a une température de surface plus fraîche qu'une étoile de type K0 mais plus chaude qu'une étoile de type K5.

- La valeur de -0,2 pour la métallicité de l'étoile Kepler-1653 signifie que la proportion de métaux dans cette étoile est légèrement plus faible que la proportion de métaux dans le Soleil. Une valeur de 0 correspondrait à la métallicité du Soleil, donc une valeur négative indique une moindre proportion de métaux. La métallicité est importante pour comprendre la formation et l'évolution des étoiles, car elle peut influencer la façon dont l'étoile brille et évolue au cours de sa vie.

- L'ascension droite de 296,4578 et la déclinaison 41.2660 sont des coordonnées célestes clés qui permettent aux astronomes de repérer cette planète dans cette zone du ciel[7].